# Чемпіонат України з футболу 2022—2023: друга ліга
Друга ліга України з футболу 2022—2023 — 31-й сезон другої ліги, який тривав з 3 вересня 2022 року до 28 травня 2023 року. З 7 жовтня 2022 року мав спонсорську назву «VBET UA Друга».
Через російське вторгнення в Україну всі матчі відбулися без глядачів.

## Регламент змагань
У змаганнях беруть участь 10 команд. Змагання проводяться у два кола за круговою системою.
Команда, яка посіла перше місце, напряму переходить до першої ліги. Команда, що посіла друге місце, грає стикові матчі з командою, що посіла 15-те місце в першій лізі, за право виступати в першій лізі наступного сезону. Стикові матчі складаються з двох матчів, по одному на полі кожної з команд-учасниць.
У випадку, якщо декілька команд набрали однакову кількість очок, місця у турнірній таблиці визначаються за такими критеріями:
1. Більша кількість набраних очок в особистих зустрічах між цими командами.
2. Краща різниця забитих і пропущених м'ячів в особистих зустрічах.
3. Більша кількість забитих м'ячів в особистих зустрічах.
4. Краща різниця забитих і пропущених м'ячів в усіх матчах.
5. Більша кількість забитих м'ячів в усіх матчах.[2]

## Учасники
Склад учасників:
| Команда          | Населений пункт                                  | Стадіон | Місткість стадіону        | Місце в попер. ч-ті. |
| ---------------- | ------------------------------------------------ | --- | ------------------------- | -------------------- |
| «Васт»           | Миколаїв                                         | «Діназ» (с. Демидів) «Княжа-Арена» (с. Щасливе) (3 матчі)                                                                                               | 500 1000                  | —                    |
| ПФК «Звягель»    | Звягель                                          | «Авангард» | 3000                      | —                    |
| «Кремінь-2»      | Кременчук                                        | «Кремінь-Арена» ім. Олега Бабаєва | 1500                      | —                    |
| МФК «Металург-2» | Запоріжжя                                        | «Славутич-Арена» (2 матчі) «Лівий берег» (ур. Млиново) (3 матчі) «Карпати» (м. Хуст) (1 матч) «Медик» (м. Моршин) (1 матч) «Хімік» (м. Калуш) (2 матчі) | 11 883 1500 5200 812 7000 | —                    |
| «Нива»           | с. Бузова Бучанського району                     | «Ювілейний» (м. Буча) | 1028                      | —                    |
| «Нива»           | Вінниця                                          | Центральний міський | 24 000                    | 8 (група А)          |
| «Реал Фарма»     | Одеса                                            | «Іван» | 1200                      | 14 (група Б)         |
| «Рубікон»        | Київ                                             | ОФК ім. Івана Піддубного «Авангард» (м. Звягель) (1 матч)                                                                                               | 1500 3000                 | 13 (група А)         |
| ФК «Хуст»        | Хуст                                             | «Карпати» | 5200                      | —                    |
| «Чайка»          | с. Петропавлівська Борщагівка Бучанського району | «Лівий берег» (ур. Млиново) НТБ «Колос» (с. Софіївська Борщагівка) (3 матчі) «Колос» (м. Бориспіль) (1 матч)                                            | 1500 250 5654             | 12 (група А)         |

До відновлення історичної назви міста Звягеля 16 листопада 2022 ПФК «Звягель» виступав як «Звягель» (Новоград-Волинський).

## Турнірна таблиця
| М  | Команда          | І  | В  | Н | П  | РМ    | О  |
| -- | ---------------- | -- | -- | - | -- | ----- | -- |
|    | «Нива» Б         | 18 | 13 | 3 | 2  | 36−8  | 42 |
|    | ФК «Хуст»        | 18 | 10 | 5 | 3  | 32−15 | 35 |
|    | «Чайка»          | 18 | 10 | 5 | 3  | 33−20 | 35 |
| 4  | «Нива» В         | 18 | 10 | 5 | 3  | 29−16 | 35 |
| 5  | ПФК «Звягель»    | 18 | 9  | 5 | 4  | 30−17 | 32 |
| 6  | «Реал Фарма»     | 18 | 9  | 3 | 6  | 27−23 | 30 |
| 7  | «Васт»           | 18 | 5  | 2 | 11 | 21−28 | 17 |
| 8  | МФК «Металург-2» | 18 | 4  | 3 | 11 | 23−37 | 15 |
| 9  | «Кремінь-2»      | 18 | 2  | 2 | 14 | 7−44  | 8  |
| 10 | «Рубікон»        | 18 | 1  | 1 | 16 | 6−36  | 4  |

«Рубікон» виключено зі змагань згідно з рішенням КДК УАФ від 04 травня 2023 року та Постановою Центральної Ради № 11 від 23 травня 2023 року, в усіх матчах, починаючи з 11-го туру, команді зараховані технічні поразки −:+.
Позначення:

## Результати матчів
| Команда          | ВАС | ЗВЯ | КРЕ | МЕТ | НБУ | НВІ | РЕА | РУБ | ХУС | ЧАЙ |
| ---------------- | --- | --- | --- | --- | --- | --- | --- | --- | --- | --- |
| «Васт»           |     | 0:0 | 5:0 | 2:0 | 0:1 | 0:3 | 0:1 | 5:1 | 1:2 | 1:2 |
| ПФК «Звягель»    | 2:0 |     | 4:0 | 3:2 | 0:1 | 1:0 | 1:0 | +:- | 1:1 | 2:2 |
| «Кремінь-2»      | 0:2 | 1:3 |     | 0:4 | 1:1 | 1:2 | 0:4 | 3:0 | 0:1 | 1:1 |
| МФК «Металург-2» | 2:2 | 1:5 | 2:0 |     | 2:1 | 0:4 | 1:1 | 2:2 | 1:2 | 1:2 |
| «Нива» Б         | 3:2 | 1:1 | 3:0 | 4:1 |     | 2:0 | 2:0 | 5:0 | 0:1 | 3:0 |
| «Нива» В         | 2:0 | 3:2 | 1:0 | 2:0 | 0:0 |     | 0:0 | 4:0 | 1:1 | 3:3 |
| «Реал Фарма»     | 2:0 | 1:0 | 2:0 | 2:1 | 0:4 | 2:3 |     | +:- | 2:1 | 0:3 |
| «Рубікон»        | -:+ | 0:3 | -:+ | 0:3 | -:+ | -:+ | 0:7 |     | 3:1 | -:+ |
| ФК «Хуст»        | 5:1 | 2:2 | 4:0 | 4:0 | 0:1 | 1:1 | 4:0 | +:- |     | 0:0 |
| «Чайка»          | 2:0 | 2:0 | 5:0 | 1:0 | 0:4 | 3:0 | 3:3 | 3:0 | 1:2 |     |

## Статистика

### Найкращі бомбардири
| № | Футболіст          | Команда       | Голи (пен.) |
| - | ------------------ | ------------- | ----------- |
| 1 | Артур Загорулько   | «Нива» В      | 14 (5)      |
| 2 | Олексій Литовченко | «Чайка»       | 12 (2)      |
| 2 | Іван Сомов         | «Нива» Б      | 12 (2)      |
| 4 | Василь Луців       | ФК «Хуст»     | 10          |
| 5 | Сергій Барсуков    | «Реал Фарма»  | 9 (1)       |
| 6 | Артур Ващишин      | ПФК «Звягель» | 8           |
| 7 | Максим Авер'янов   | ПФК «Звягель» | 8 (4)       |
| 8 | Петро Луців        | ФК «Хуст»     | 6 (2)       |

### Найкращі асистенти
| № | Футболіст          | Команда       | Гол. передачі |
| - | ------------------ | ------------- | ------------- |
| 1 | Іван Станкович     | ФК «Хуст»     | 6             |
| 2 | Ярослав Захаревич  | «Нива» Б      | 5             |
| 2 | Олексій Литовченко | «Чайка»       | 5             |
| 2 | Андрій Фесенко     | ПФК «Звягель» | 5             |
| 2 | Олексій Швець      | «Нива» В      | 5             |

## Перехідні матчі за право виступати в першій лізі
За підсумками сезону команда, яка посіла 15-те в першій лізі, грає перехідні матчі за право виступати у першій лізі проти команди, яка посіла друге місце у другій лізі. Жеребкування послідовності проведення матчів відбулося 18 травня 2023 року.
| 3 червня 2023 14:00 +24 °C |

| ФК «Хуст»     | 1:1      | ФСК «Маріуполь» |
| ------------- | -------- | --------------- |
| Приходько 70' | Протокол | Михайленко 80'  |

| «Карпати», Хуст Глядачів: 0 Арбітр: Денис Резніков (Кам'янське) |

| 9 червня 2023 14:00 +28 °C |

| ФСК «Маріуполь» | 0:1      | ФК «Хуст»   |
| --------------- | -------- | ----------- |
|                 | Протокол | Мердєєв 53' |

| «Колос», Бориспіль Глядачів: 0 Арбітр: Сергій Задиран (Київська область) |

ФК «Хуст» переміг 2:1 за сумою двох матчів та вийшов до першої ліги, ФСК «Маріуполь» вибув до другої ліги.
Перед початком наступного сезону через те, що «Скорук» та ФК «Львів» знялися зі змагань у першій лізі, ФСК «Маріуполь» зберіг місце у першій лізі.